# Boris Samoilowitsch Jampolski
Boris Samoilowitsch Jampolski (russisch Борис Самойлович Ямпольский; * 8. Augustjul. / 21. August 1912greg. in Bila Zerkwa, Gouvernement Kiew; † 28. Januar 1972 in Moskau) war ein sowjetischer Journalist und Schriftsteller.
Jampolski begann Ende der 1920er-Jahre als Redakteur in Baku und Nowokusnezk zu arbeiten. Seine ersten unabhängigen Veröffentlichungen waren die Erzählung «Они берегут ненависть» und die Sammlung von Kurzgeschichten «Ингилаб». Später studierte er am Maxim-Gorki-Literaturinstitut.

## Werke
- Kommunalka : ein Moskauer Roman. Leipzig: Reclam, 1991.